# اولریش شامونی
اولریش شامونی (آلمانی: Ulrich Schamoni; ۹ نوامبر ۱۹۳۹ – ۹ مارس ۱۹۹۸) کارگردان فیلم، فیلم‌نامه‌نویس، بازیگر سینما و بازیگر تلویزیون اهل آلمان بود.
وی در سال ۱۹۶۷ برنده جایزه بزرگ هیئت داوران (جشنواره فیلم برلین) برای فیلم سال آینده، همان زمان شده‌است.